# Alter Friedhof (Eisenach)

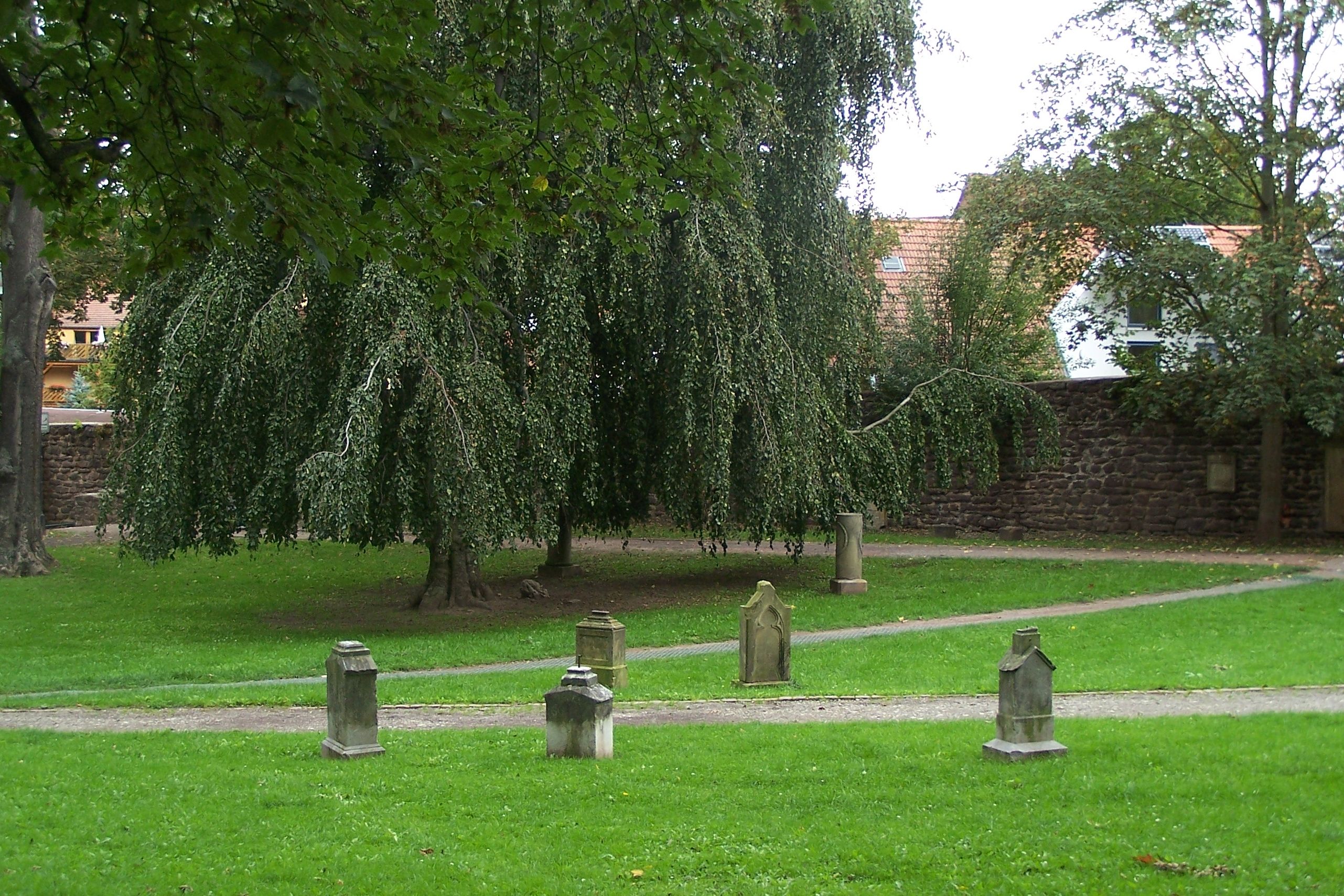
Der Alte Friedhof (2011)

Der Alte Friedhof ist ein früherer Friedhof und ein Kulturdenkmal in der Stadt Eisenach in Thüringen. Der Alte Friedhof befindet sich in der Innenstadt von Eisenach am Schlossberg, oberhalb der ehemaligen Eisenacher Stadtbefestigung. Am Rand des Friedhofsgeländes befindet sich die ebenfalls denkmalgeschützte Kreuzkirche.

## Geschichte

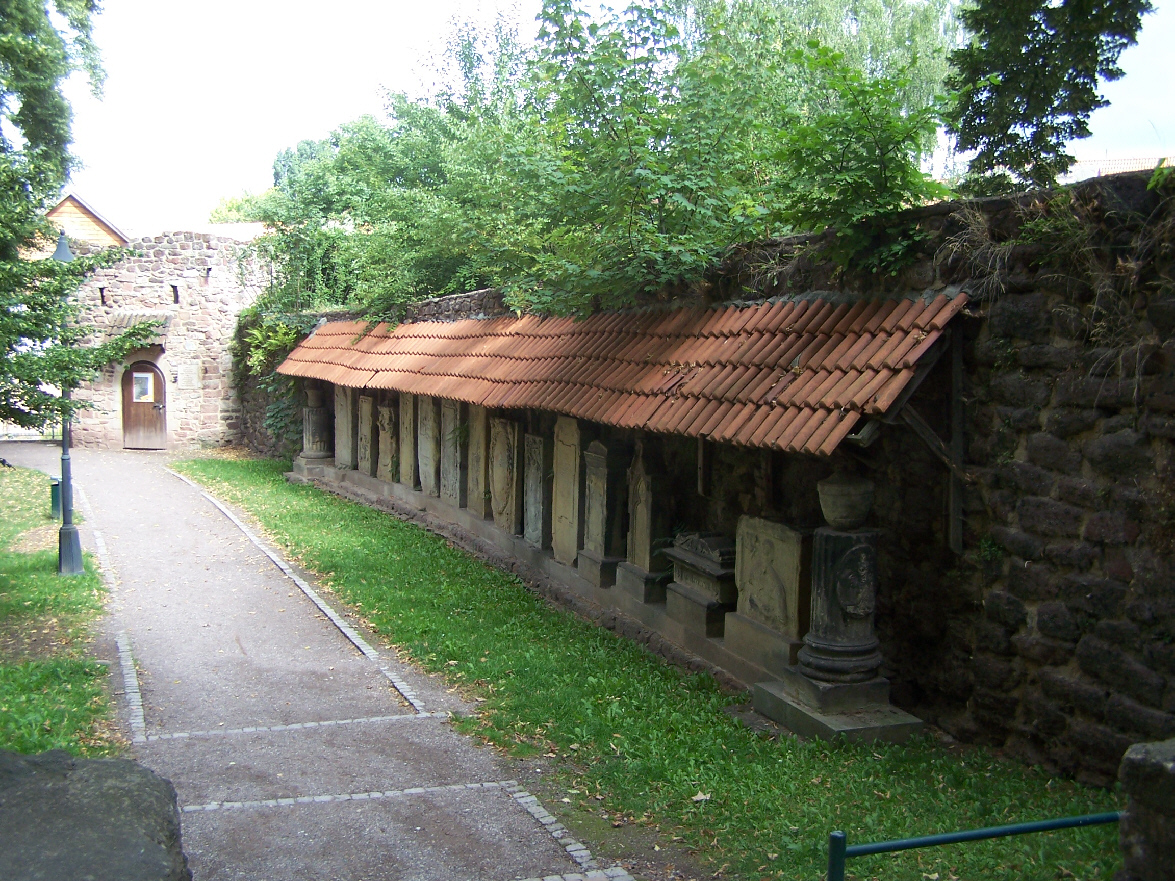
Historische Grabsteine, aufgereiht an der Stadtmauer

Der Friedhof wurde 1599 im Auftrag von Herzog Johann Ernst außerhalb der Eisenacher Stadtmauer vor dem heute nicht mehr erhaltenen Predigertor angelegt und mit einer Umfassungsmauer versehen. 1697 wurde auf dem Gelände des Friedhofs die Kreuzkirche errichtet. Durch Erweiterungen in den Jahren 1730, 1740 und 1834 erhielt der Friedhof seine heutige Ausdehnung von 0,75 Hektar. 
1829 entwarf und errichtete der Sachsen-Weimar-Eisenachische Baurat Johann Wilhelm Sältzer auf dem Friedhof eine klassizistische Leichenhalle, die als die modernste ihrer Zeit galt und deshalb überregional viel Beachtung fand. Auch wurden den Toten Fingerhüte aufgesteckt, die mit einem Glöckchen verbunden waren, um einen im Haus anwesenden Wärter zu alarmieren, sollte sich der Tote als scheintot herausstellen. Im Jahr 1867 wurde der Friedhof mit Eröffnung des neuen städtischen Hauptfriedhofs im Norden des Stadtgebietes aufgelassen.
Das Gelände wurde insbesondere in der Zeit nach dem Zweiten Weltkrieg kaum noch gepflegt und verfiel, zahlreiche historische Grabstätten wurden im Laufe der Jahre beseitigt. Die Leichenhalle von 1829 wurde 1978 wegen Baufälligkeit abgerissen.
Heute sind vom Friedhof noch Reste der Stadtmauer, der Storchenturm und einige wenige Grabsteine berühmter Eisenacher Persönlichkeiten erhalten. Die wenigen noch vorhandenen Grabsteine stehen zumeist nicht mehr an ihrem ursprünglichen Platz.

## Persönlichkeiten
Auf dem Friedhof wurden zahlreiche Mitglieder der Musikerfamilie Bach, darunter die Eltern von Johann Sebastian Bach beigesetzt. Auch die Dichterin und Salonnière Julie von Bechtolsheim sowie Dorothea Grimm, die Ehefrau des Dichters Wilhelm Grimm, wurden hier beigesetzt.